# Église Saint-Joseph-Travailleur d'Avignon
Pour les articles homonymes, voir Église Saint-Joseph.
L’église Saint-Joseph-Travailleur, est une église paroissiale à l’architecture résolument moderne, commandée par le diocèse d’Avignon, dans le département de Vaucluse, pour équiper un nouveau quartier. Elle a été édifiée dans la deuxième moitié du XXe siècle par l’architecte français Guillaume Gillet (1912-1987), originaire de l’Oise. Construite de 1967 à 1969, elle a été consacrée le 19 octobre 1969.
L’Église Saint-Joseph-Travailleur et le centre paroissial attenant constituent un ensemble de béton armé relativement élégant et aérien, qui renouvelle la vision de l’architecture sacrée dans la cité des papes, marquée notamment par les chantiers de la papauté d’Avignon au XIVe siècle. Cette construction s’inscrit dans la continuité de la modernité architecturale des années cinquante, mise en œuvre par Guillaume Gillet lors de la reconstruction de Royan (Charente-Maritime), dont il a eu la charge. L’église en totalité et les façades et toitures du centre paroissial ont été inscrits à l’inventaire supplémentaire des Monuments historiques par arrêté du 22 décembre 1993. L’édifice a été labellisé « Patrimoine du XXe siècle » par le ministère de la Culture. L'ensemble paroissial Saint-Joseph-Travailleur fait l'objet d'une inscription au titre des Monuments historiques par arrêté du 14 novembre 2024.

## Historique
Dans la banlieue sud d'Avignon, le quartier de Champfleury alors en pleine expansion fut érigé en paroisse nouvelle en 1958, par démembrement de celle de Saint-Ruf. Placée sous le vocable de Saint-Joseph travailleur, l'église de cette nouvelle paroisse ne fut dans ses débuts qu'un simple hangar de tôle.
En 1966, l’abbé Henri Laurent, alors économe diocésain, le père Joseph Persat, curé de la paroisse, et l’abbé Marcel Roy, peintre-verrier, sélectionnent Guillaume Gillet, Grand Prix de Rome en 1946 — qui avait déjà construit de 1955 à 1958 l’église Notre-Dame de Royan — pour établir les plans de la future église, située dans un quartier qui devait faire face, depuis 1962, à l’afflux massif des rapatriés d’Afrique du Nord.
Pour cette construction, l’association diocésaine, maître d’ouvrage, n’a imposé ni contrainte, ni orientation architecturale, laissant une grande liberté à l’architecte pour la réalisation d’un programme relativement simple : une église, un presbytère, et des salles paroissiales, auquel Guillaume Gillet répondit par un plan d’ensemble correspondant à la forme triangulaire de la parcelle acquise par le diocèse.
La réalisation du gros œuvre est confiée à une entreprise locale, spécialisée dans la rénovation des monuments historiques et la construction de bâtiments en béton armé. Les murs bruts en béton aux formes géométriques complexes seront entièrement réalisés entre des planches de bois qui laisseront la marque du veinage au décoffrage.

## Architecture
L’architecte a su tirer le meilleur parti de l’espace, et cette déclinaison du triangle, symbolisant la Trinité divine, qui aurait pu constituer une contrainte insurmontable, devient le principe d’organisation de tout le centre paroissial. Chaque pointe du triangle de départ est elle-même occupée par un point fort, également triangulaire : à l’est, l’église, au nord, un cloître d’hiver protégé par une verrière pyramidale, au sud-ouest, une salle de conférences. Une aile doit recevoir le presbytère et ses annexes, une autre les salles de catéchisme, la troisième une galerie couverte refermant l’ensemble autour d’une vaste place hexagonale. Cette dernière partie, de même que la salle de conférences, ne sera pas réalisée, en raison de contraintes budgétaires.
Un vocabulaire architectural commun rapproche les différentes églises construites par Guillaume Gillet. Ces édifices sont des systèmes constructifs résolument modernes et leurs plans représentent des variations sur des formes géométriques. Son esthétique est celle du béton brut de décoffrage, avec emploi du bois. Ce choix, associé à la couverture en feuilles de cuivre aujourd’hui oxydée dans une belle patine verte, inscrivent délibérément l’édifice parmi les sanctuaires à l’architecture d’avant-garde, qui tranche avec le style traditionnel romano-provençal, encore utilisé en 1941 pour la construction de l’église Notre-Dame-de-Lourdes.
Comme à son habitude, Guillaume Gillet a travaillé en relation étroite avec un ingénieur, qui fut aussi associé à la conception de deux autres de ses églises couvertes en paraboloïde hyperbolique (figure géométrique vulgairement dite « en selle de cheval »). L’Avignonnais Charles André fut l’architecte d’opération. Parmi les artistes intervenus dans la décoration de Saint-Joseph travailleur figurent l’abbé Roy lui-même, créateur des vitraux et le ferronnier Watkin, auteur de la croix qui surmonte la flèche.

## Description
L’église est l’élément le plus spectaculaire du centre paroissial et constitue une véritable prouesse technique. Sur le plan triangulaire, Guillaume Gillet a créé une voûte trilobée sur la base d'un triple paraboloïde hyperbolique dont les génératrices se rassemblent au centre pour donner naissance à une flèche percée sur la hauteur de trois étroites fenêtres. Son volume surprenant, mouvementé, produit une impression d’envolée vers le ciel. Les murs, relevés aux angles, descendent vers la porte triangulaire, située au milieu de chaque côté. Leur base, aveugle mais animée par des ailettes, est en béton brut de décoffrage, leurs arêtes et leur partie supérieure sont constituées d’un bandeau de vitraux dont les nervures en béton sont incrustées de mosaïques. Sur chaque face, la toiture s’incline jusqu’aux portes puis s’élance vers la haute flèche métallique.
À l’intérieur, le béton est adouci par une charpente en lamellé-collé portée par un tripode. Sa blondeur, la coloration bleu et orangé des vitraux offrent une ambiance chaleureuse propice à la méditation. Parmi le mobilier liturgique, sobre et élégant, on retiendra surtout les fonts baptismaux, véritable sculpture de béton et de métal.

## Un projet inachevé
Les perspectives de développement du quartier de Champfleury ne se sont pas réalisées conformément aux prévisions. De ce fait, l’association diocésaine a dû dès 1970 réduire le programme d’origine. Cet inachèvement rend l’organisation d’ensemble moins lisible. Aujourd’hui, les annexes sont affectées à la Fraternité de la parole, fondée sur les bases du Charisme de Mère Teresa de Calcutta. L’église a été rattachée à la paroisse de Saint-Ruf, dont elle avait été détachée en 1958. Les derniers travaux, réalisés par Charles André, ont porté sur la couverture de cuivre et les terrasses.